# ICE 3
ICE 3, ou Intercity-Express 3, é uma família de trem de unidade elétrica de alta velocidade operado pela Deutsche Bahn. Inclui as classes 403, 406 e 407, nos quais são conhecidos por ICE 3, ICE 3M e New ICE 3 respectivamente. Quatro trens multi-sistema, conhecidos como ICE International, são operados pela companhia neerlandesa Nederlandse Spoorwegen (NS). Baseado no trem ICE 3M/F, a Siemens desenvolveu a sua família de trens, a Siemens Velaro, com versões para a Espanha, China, Russia, assim como para o seu país natal a Alemanha, bem como para o Reino Unido e a Turquia.

## Serviços especiais
Para a EXPO 2000 em Hanôver, a Deutsche Bahn providenciou em torno de 120 serviços adicionais. Alguns desses serviços são operados pelos trens da ICE e chamado de "ExpoExpress" (EXE). Estes serviços também constituem o primeiro difundido uso do então novos ICE 3, apresentando-os para o público doméstico e international.